# Секретёв (Зимовниковский район)
Секретёв — хутор в Зимовниковском районе Ростовской области.
Входит в состав Мокрогашунского сельского поселения.

## География
На хуторе имеются две улицы: Зеленая и Степная.
Динамика численности населения
| 2002 |
| ---- |
| 181  |

| 2010 |
| ---- |
| 82   |